# Croisilles (Eure-et-Loir)
Croisilles – miejscowość i gmina we Francji, w Regionie Centralnym, w departamencie Eure-et-Loir.
Według danych na rok 1990 gminę zamieszkiwało 271 osób, a gęstość zaludnienia wynosiła 47 osób/km² (wśród 1842 gmin Regionu Centralnego Croisilles plasuje się na 870. miejscu pod względem liczby ludności, natomiast pod względem powierzchni na miejscu 1335.).